# برزوخوده
برزوخوده (به صربی: Brzohode) یک روستا در صربستان است که در ژاباری واقع شده‌است. برزوخوده ۸۲۵ نفر جمعیت دارد.